# 松江電灯
松江電灯株式会社（旧字体：松󠄁江電燈株式會社󠄁、まつえでんとうかぶしきがいしゃ）は、明治後期から大正にかけて存在した日本の電力会社である。中国電力ネットワーク管内にかつて存在した事業者の一つ。
島根県最初の電気事業者であり、1895年（明治28年）に松江市で開業した。1912年（大正元年）に斐伊川の水力発電所を完成させてからは供給区域を拡大し、松江市のみならず現在の雲南市・大田市などにも供給するようになった。1917年（大正6年）、後発の出雲電気と合併し解散した。

## 沿革

### 会社設立と開業

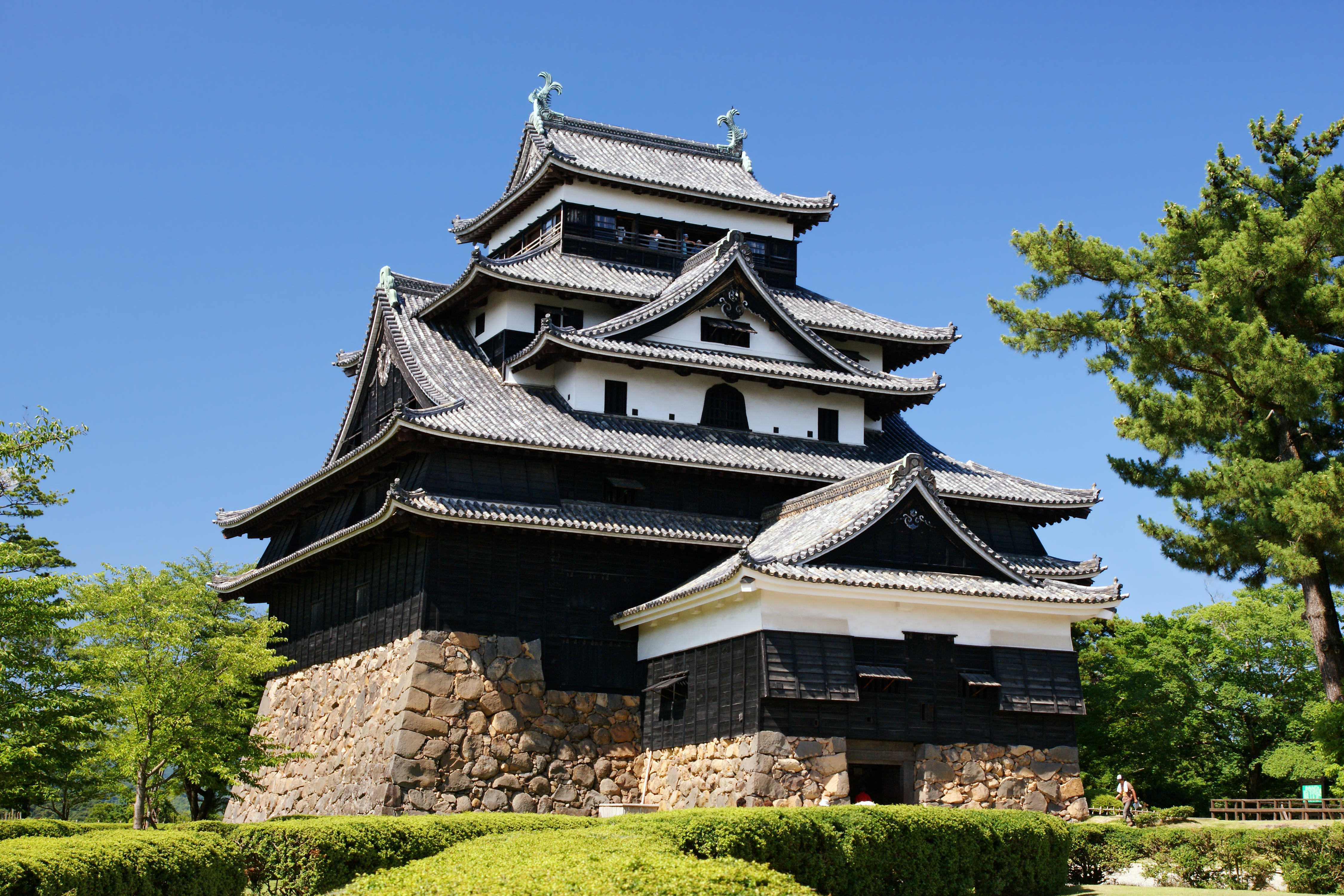
松江城天守。松江電灯の開業時の発電所は天守から南西方向に城山を下りた位置にあった。

旧松江藩の城下町松江市では、1890年（明治23年）ごろから電気事業の起業を目指す動きが始まる。1894年（明治27年）になると会社設立に向けた具体的な手続きが始まり、3月に最初の会社設立協議会が開かれ、続いて各地の電気事業の実地調査が実施される。調査結果に基づき松江市での起業計画も詳細が詰められ、同年11月30日には電気事業許可の取得まで進んだ。
1895年（明治28年）1月より株式募集などの会社設立事務が始められ、役員選出を経て同年4月16日付で農商務省からの会社設立認可が下りて松江電灯株式会社が発足した。設立時の資本金は3万5000円。初代社長には松江の旧家出身の桑原羊次郎が就任し、地元の実業家で会社設立を主導した山本誠兵衛が自ら取締役兼支配人となった。会社経営については山本と、筆頭株主の紙商織原万次郎の2人が主として担当した。なお織原はその後1899年（明治32年）3月より桑原に代わって2代目社長に就任している。
本社と電源の火力発電所は松江城の麓の松江市殿町に建設された。最初の発電設備は大阪電灯から購入した中古品で、原動機は蒸気機関、発電機は出力34キロワットの単相交流発電機であった。発電所竣工後1895年9月21日にまず試験点灯を実施。それを受けて10月1日より松江市内一円を供給区域として営業を開始した。中国地方では前年に開業した岡山電灯（岡山市）・広島電灯（広島市）に続く3番目の電気事業であり、1912年（明治45年）に浜田で浜田電気が開業するまで17年間にわたり島根県唯一の電気事業者でもあった。
開業時の電灯数は250灯で、その電灯料金は10燭灯で月額1円10銭、16燭灯で月額1円35銭と高価であった。

### 山陰電気との競合
開業から3年半が経過した1899年ごろから松江電灯では設備の増強を計画し始める。城山下にあった最初の発電所は、煤煙・騒音について市民から苦情があったため、増設とともに城の東方、松江市南田町に移すことも決定された。移転・拡張の資金調達のため1900年（明治33年）8月資本金を6万円へと増資する。工事はまず1901年（明治34年）3月、本社が南田町へと移転。次いで1902年（明治35年）5月に新設の75キロワット単相交流発電機を据え付けて新発電所の運転を開始し、追って旧発電所の設備を新発電所へと移した。こうして発電力が109キロワットへと上昇した松江電灯では、電灯数が年内に1,000灯を越えている。

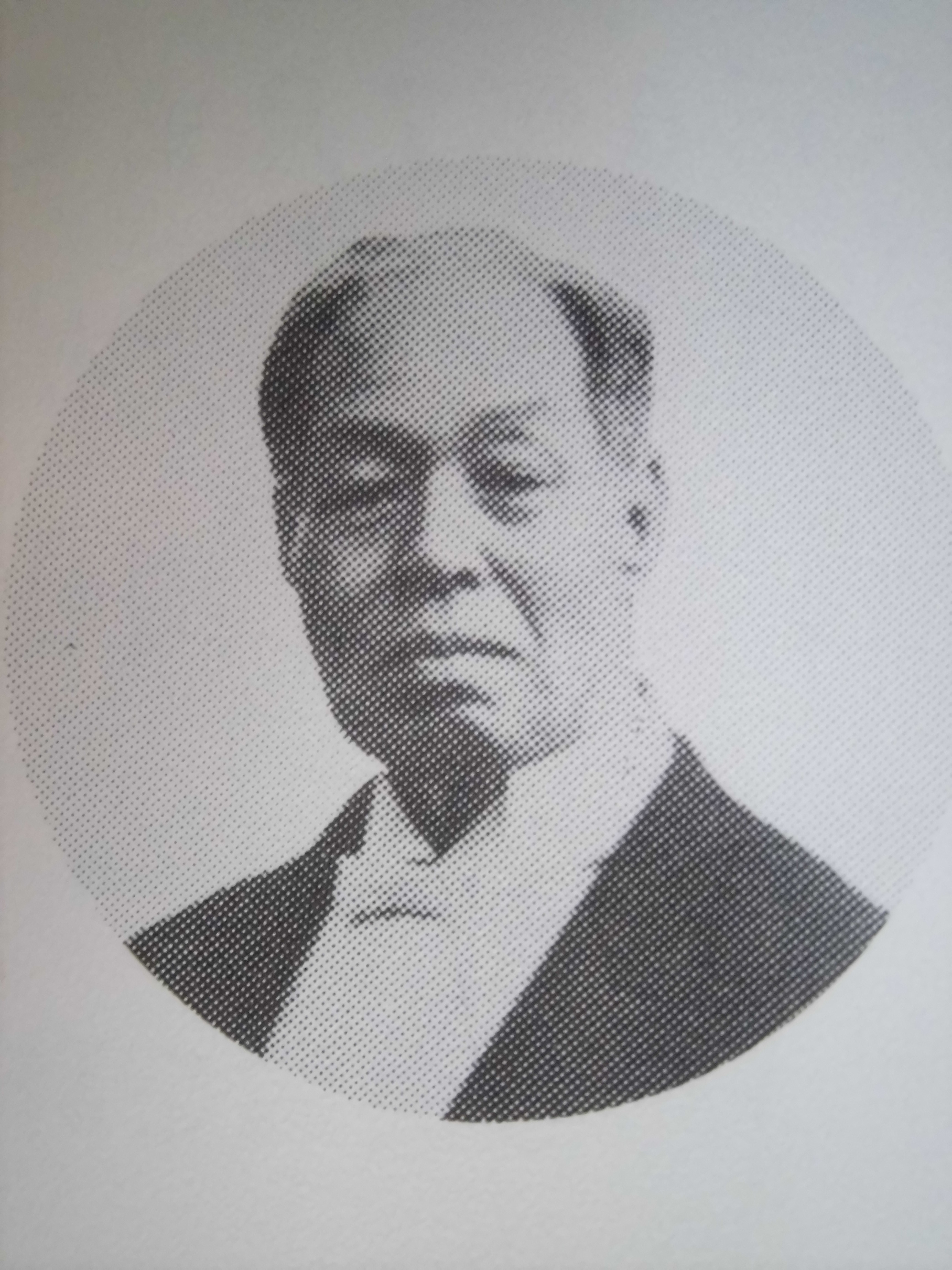
山陰電気初代社長坂口平兵衛

最初の設備拡張が完了した後、松江電灯は積極的な設備投資をしばらく行うことはなく、資本金も10年以上にわたって6万円で固定されたままであった。借入金の増加から1900年代後半には業績が低迷し、1908年（明治41年）9月に織原の後任として3代目社長に就任した清原宗太郎（発起人の一人）は翌年下期まで無配を断行し経営再建にあたっている。松江電灯が停滞する反面、1907年（明治40年）12月、鳥取県西部の西伯郡米子町（現・米子市）では資本金20万円で山陰電気が設立される。同社は火力発電ではなく日野川の水力発電（旭発電所）を電源とし、1909年（明治42年）10月に開業した。
松江電灯では燃料石炭価格の高騰から1906年8月に電灯料金を10燭灯で月額1円50銭、16燭灯で1円80銭へと引き上げていたが、水力発電を電源とする山陰電気の電灯料金は10燭灯で月額60銭、16燭灯で85銭と安価であった。従って山陰電気が西進して松江へと進出するならば松江電灯にとって打撃になるのは明らかであった。山陰電気の松江進出は、松江電灯が1907年に始めたが需要僅少・発電余力減少のため1909年より中止していた松江市内での動力用電力供給から始まる。電灯供給についても1910年（明治43年）5月30日にその許可を取得した。
山陰電気の進出に対し、松江電灯では山陰電気からの電力購入を図り1910年初頭より交渉を持つが料金面で折り合いがつかず失敗する。5月に山陰電気が電灯供給許可を得ると、10月に電灯料金をほぼ半減となる10燭灯月額80銭・16燭灯90銭に引き下げて防戦体制を整えた。しかし単に大幅値下げをしただけでは収益低下が必至であるため、松江電灯では自社でも水力発電に乗り出すこととなった。

### 水力発電の試み

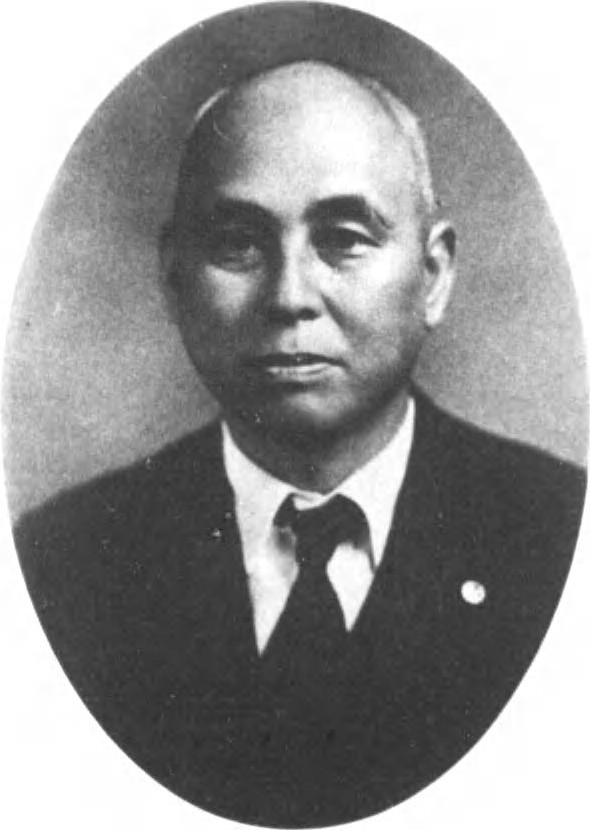
川北電気企業社社長川北栄夫

1911年（明治44年）1月、松江電灯は株主総会にて水力発電の件を議決した。その内容は、資本金50万円で新会社「松江水力電気株式会社」を設立し、松江電灯はこれに事業を譲渡する、というものであった。ただしその後新会社設立は取り止められ、同年3月、松江電灯自身が資本金を6万円から50万円へと増資した。この増資には各地で電気事業の起業にかかわる大阪の川北電気企業社（社長川北栄夫）が参入し、川北が新株8800株のうち5000株を引き受け、織原を抑えて筆頭株主となった（10月野口遵とともに取締役就任）。
1911年5月、松江電灯は松江市の南方仁多郡三沢村（現・奥出雲町）にて斐伊川の水利権を獲得し、8月より川北電気企業社が一切を請け負う形で発電所工事に着手した。この「北原発電所」は1912年（大正元年）9月に竣工する。据え付けられた発電設備は、エッシャーウイス製フランシス水車を原動機とするシーメンス製三相交流発電機（周波数60ヘルツ）1台であった。同年12月、松江変電所とを結ぶ送電線の完成を待って出力920キロワットで北原発電所は運転を開始した。これにより松江への供給力が増大したほか、同時に木次・大東両変電所も完成したことで木次町・大東町（現・雲南市）などへの供給も始まった。翌年末には安濃郡大田町（現・大田市）にも大田変電所が新設されている。
北原発電所工事中の1912年5月の料金改定で電灯料金は10燭灯月額50銭・16燭灯70銭に引き下げられた（ただし翌年5銭ずつ値上げ）。この値下げと供給力・供給区域の拡大により、同年末の電灯数は前年比2.5倍の約1万7600灯へと一挙に増加し、翌1913年末には約2万3400灯まで伸長する。また中止されていた電力供給も北原発電所の運転開始で再開され、大口需要家として石見銀山（大森鉱山）にも送電するようになった。
加えて1912年5月23日、松江電灯は山陰電気と供給区域に関する協定を締結した。その内容は、山陰電気が松江市内と隣接する八束郡津田村・乃木村への電灯・電力供給を行わないことを確約するとともに、松江電灯はその対価として向こう20年間にわたって半年ごとに1125円ずつ、総額4万5000円を支払うというものであった。この協定により、松江電灯は山陰電気の松江進出を阻止し、松江における供給の独占に成功した。

### 出雲電気との合併
1911年11月、松江電灯・浜田電気に続く島根県で3番目の電気事業者として出雲電気が設立された。同社は翌1912年8月に簸川郡今市町（現・出雲市）などを供給区域として開業する。1915年（大正4年）10月には神戸川に出力300キロワットの窪田発電所を新設した。
北原発電所を完成させた松江電灯では、供給先の拡大を図るべく今市・平田など有望な地域を供給区域に含む後発の出雲電気に着目し、開業したばかりの同社に対し合併を持ち掛けた。このときの合併話は、開業間もないこと、また出雲電気が才賀藤吉率いる才賀電機商会傘下の企業であることから具体化されることはなかった。その後才賀電機商会が破綻して同社に代わり日本興業という会社が筆頭株主となると、再び松江電灯との合併話が浮上する。事業基盤の強化と設備運用の合理化を図れる松江電灯側と、有利な条件での出雲電気の処分を志向する日本興業側の思惑が一致した結果であった。1916年（大正5年）から出雲電気専務山本福太郎と松江電灯取締役（前社長）織原万次郎の間で合併交渉が始まり、翌1917年（大正6年）1月18日合併契約の締結に至った。
合併条件は、出雲電気を存続会社とするもので、松江電灯は合併により解散するものとされた。合併に伴い出雲電気は新株2万6000株を松江電灯の株主に対し持株1株につき1.3株の割合で交付する。従って、合併時の資本金は出雲電気が35万円、松江電灯が100万円（1916年10月に倍額増資をしていた）であったが、合併後の出雲電気の資本金は165万円に増加することとなった。手続後、1917年4月6日付で合併が成立し、松江電灯は解散した。
松江電灯を吸収した出雲電気では、本社を松江市の旧松江電灯本社へと移転する。役員についても総改選され、社長には松江電灯前社長の織原万次郎が就任し、その他の役員は6対4の割合で松江電灯側から多く選ばれた。以後、新体制となった出雲電気は配電統制で解散するまで島根県の中核事業者として発展していくことになる。

### 年表
- 1894年（明治27年）11月30日 - 発起人に対し電気事業経営許可。
- 1895年（明治28年）4月16日 - 会社設立が認可され松江電灯株式会社成立。資本金3万5000円。初代社長桑原羊次郎。
- 1895年（明治28年）10月1日 - 開業。発電所を松江市殿町に設置。
- 1899年（明治32年）3月17日 - 2代目社長に織原万次郎就任。
- 1900年（明治33年）8月 - 6万円に増資。
- 1902年（明治35年）5月 - 発電所を南田町へ移設。
- 1908年（明治41年）9月15日 - 3代目社長に清原宗太郎就任。
- 1911年（明治44年）3月 - 水力発電所建設のため50万円に増資。
- 1912年（明治45年）5月23日 - 山陰電気との間で同社の松江進出を停止する協定を締結。
- 1912年（大正元年）9月15日 - 北原発電所（出力920キロワット）竣工。
- 1916年（大正5年）10月 - 100万円に増資。
- 1917年（大正6年）1月18日 - 出雲電気との間で合併契約を締結。
- 1917年（大正6年）4月6日 - 出雲電気との合併成立、松江電灯解散。

## 供給区域一覧
1916年（大正5年）8月末時点における松江電灯の電灯・電力供給区域は以下の通り。全域が島根県内である。
| 市部 （1市）     | 松江市 |
| 八束郡 （16村）  | 乃木村・津田村・大庭村・川津村・朝酌村・持田村・本庄村・法吉村・生馬村・古江村・講武村・佐太村・恵曇村・玉湯村・来待村・宍道村（現・松江市） |
| 簸川郡 （1村）   | 荘原村（現・出雲市） |
| 大原郡 （8町村） | 屋裏村・加茂村・神原村・幡屋村・春殖村・大東町・木次町・日登村（現・雲南市）                                                                 |
| 仁多郡 （6村）   | 温泉村（現・雲南市）、 布勢村・三沢村・三成村・横田村・八川村（現・奥出雲町）                                                                |
| 飯石郡 （5村）   | 三刀屋村・一宮村・田井村・吉田村・掛合村（現・雲南市）                                                                                       |
| 安濃郡 （7町村） | 大田町・刺鹿村・波根西村・波根東村・川合村・長久村・鳥井村（現・大田市）                                                                     |
| 邇摩郡 （9村町） | 静間村・五十猛村・久利村・大森町・大国村・宅野村・仁万村・馬路村・湯里村（現・大田市）                                                       |

## 安来鉄鋼との関係
松江電灯の勢力圏であった島根県東部は、古来からたたら製鉄の盛んな土地であった。明治に入り、たたら製鉄が輸入鋼材や高炉法による鋼材に押されるようになると、その近代化を図るべく1899年（明治32年）に「雲伯鉄鋼合資会社」が設立される（日立金属安来工場の前身）。同社は日露戦争後に経営が行き詰まるが、1909年（明治42年）に伊部喜作の安来鉄鋼合名会社が事業を引き継いだ。
安来鉄鋼では設立当初からるつぼ炉によって工具鋼や刃物鋼を生産していたが、次いで電気製鋼、すなわちエルー式アーク炉による鋼の生産に着手した。エルー炉の導入は長野県の土橋電気製鋼所に続く国内2例目。当初は松江電灯の北原発電所建設に伴って発電所に近い阿井村（現・奥出雲町）に試験炉を設け、発電所から電力供給を受けて試験を行った。しかし交通の便が悪いことから、松江電灯の火力発電所構内へと試験炉を移す。その後第一次世界大戦の勃発で鉄鋼需要が増加すると、安来鉄鋼は松江電灯より火力発電所を土地ごと譲り受け、本格的な製鋼工場を建設していった。
大戦中の1916年（大正5年）に安来鉄鋼は株式会社安来製鋼所へと改組し、松江の工場は同社の第二工場となるが、大戦後の事業縮小で1920年（大正9年）に閉鎖された。